# 袁大化
袁大化（1851年—1935年），字行南，安徽涡阳县青疃镇人。清朝末代甘肃新疆巡抚。

## 生平
1851年，袁大化生於安徽涡阳县殷廟集，幼時家境貧寒，被母舅養大成人，考中秀才，後投身吳大澂的鞏綏軍，1880年時中俄伊犁條約破裂，吳大澂領三品卿銜去吉林督辦，袁氏也隨軍前往，結識戴宗骞和李金鏞。次年2月至6月，到吉林勘察，結束後又赴寧古塔、琿春設防。伊犁條約改訂後，朝廷命吳大澂就地練兵，於是袁氏協助李金鏞開墾屯田，安撫流民。1888年，隨李金鏞轉去督辦漠河金礦礦務。
1890年8月，李金鏞去世，李鴻章即電令袁大化代理總辦，同時致信黑龍江將軍依克唐阿，舉薦袁大化主辦礦務。漠河金礦系官督商辦，但實則仿照現代公司股份制，袁氏接任後首重人事和諧，對員工安撫，對鎮邊將領亦多方籠絡。到1892年，三年時間已大有成效，因此被李鴻章請獎，連升三級，成為二品大員。後因金廠報銷問題與戶部不合，加之與欽差大臣延茂的衝突，乃於1896年因觀音山金礦問題被參革職。
1897年，復出改授直隸委用道，調查河工。1898年末，袁大化回涡阳省亲时遇到刘朝栋起义，为负责镇压的徐州总兵刘青熙出谋划策。1899年，奉命署理清河道。次年，拳亂起，維護地方治安。1901年，慈禧和光緒經保定回京時受到召見。1902年，廣宗縣起景廷賓之亂，定亂有功，授奉天東邊道。1903年，調補福建興泉永道，隨即受到大學士孫家鼐舉薦，任安徽全省礦物總局總辦，開發安徽銅礦。不久辭去該職轉任江蘇徐州道，又於1906年4月升任山東按察使，11月，升調河南布政使，次年7月，代理河南巡撫。在河南期間，著手制定實業會社章程，推行植樹造林以及修路墾荒，吸收流民。1908年2月，擢升山東巡撫，不久父親病逝，回家守孝。 
1910年10月，授甘肃新疆巡抚，次年正月28日前往赴任，6月11日，抵達迪化任所。10月10日，武昌首義後袁大化加強新疆的防務，設立衛隊，改編巡防營，並奏請朝廷分遣水陸南下鎮壓。次年，革命党人刘先俊等人在迪化起义隨即被平定。1911年11月19日，馮特民和楊纘緒在伊犁起事，伊犁将军志锐被殺，推戴广福为新伊大都督府都督，並致電袁大化接受革命，以都督相讓，袁氏不為所動，派兵进剿，是為伊新（迪化）戰爭。1912年2月12日，清帝逊位，袁大化遂称病辞职，但获得北京方面慰留。6月5日，離開新疆到天津梁園閒居。1917年张勋复辟时，授议政大臣。1924年12月，宣統被逼出宮，和羅振玉等元老出面抗議。1935年，袁大化逝世于天津，時年85歲。

## 著作
- 《新疆伊犂亂事本末》